# Donja Dobra
Donja Dobra je naselje u općini Brod Moravice, u Primorsko-goranskoj županiji. Nalazi se na magistralnoj prometnici Rijeka - Zagreb. Od Rijeke je udaljena oko 70 kilometara. Kroz naselje prolazi i željeznička pruga iako naselje nema željeznički kolodvor. 
Kroz naselje protječe rijeka Dobra u kojoj živi potočna i kalifornijska pastrva. Rijeka je pogodna za ribolov. 
Naselje se nalazi na 460-490 metara nadmorske visine i okruženo je starim šumama bjelogorice i crnogorice.
Nekada je tu bila crkvica Svetog Ivana koja je srušena zbog izgradnje Lujzinske ceste.

## Stanovništvo
| broj stanovnika | 30    | 38    | 71    | 96    | 87    | 90    | 84    | 83    | 108   | 120   | 174   | 235   | 221   | 188   | 190   | 212   | 193   |
|                 | 1857. | 1869. | 1880. | 1890. | 1900. | 1910. | 1921. | 1931. | 1948. | 1953. | 1961. | 1971. | 1981. | 1991. | 2001. | 2011. | 2021. |